# Endrunde der Deutschen Mannschaftsmeisterschaft im Schach 1973
Die Endrunde der Deutschen Mannschaftsmeisterschaft im Schach 1973 fand vom 23. bis 25. November in Velbert statt. Teilnahmeberechtigt waren der SC 1868 Bamberg, Königsspringer Frankfurt, der Heidelberger SK und die Schachgesellschaft Solingen, die Sieger von vier Qualifikationsturnieren zur Deutschen Mannschaftsmeisterschaft.

## Kreuztabelle der Mannschaften (Rangliste)
|   | Verein     | 1   | 2   | 3   | 4   | MP | BP   |
| - | ---------- | --- | --- | --- | --- | -- | ---- |
| 1 | Solingen   |     | 5,0 | 5,5 | 5,5 | 6  | 16,0 |
| 2 | Frankfurt  | 3,0 |     | 6,5 | 7,0 | 4  | 16,5 |
| 3 | Heidelberg | 1,5 | 2,5 |     | 4,0 | 1  | 8,0  |
| 4 | Bamberg    | 2,5 | 1,0 | 4,0 |     | 1  | 7,5  |

## Die Meistermannschaft
| 1.            | Schachgesellschaft Solingen |
| Schachfiguren | Lubomir Kavalek, Hans-Joachim Hecht, Heinz Lehmann, Albéric O’Kelly de Galway, Manfred Christoph, Hans Besser, Johannes Eising, Heinz Friehoff. |